# Guineoeuops angulithorax
Guineoeuops angulithorax es una especie de coleóptero de la familia Attelabidae.

## Distribución geográfica
Habita en Papúa Nueva Guinea y en  Nueva Guinea (Indonesia).